# Love Story (альбом Yelawolf)
Love Story (с англ. — «Любовная история») — второй студийный альбом американского рэпера Yelawolf. Выпущен 21 апреля 2015 года лейблами Shady Records и Interscope Records. Запись в основном проходила в Нашвилле, штат Теннесси с 2012 по 2015 год. Продюсированием альбома занимался сам Yelawolf, а также Эминем (который кроме того выступил в роли исполнительного продюсера), Malay, WLPWR и другие. На альбоме заметно влияние кантри и рок-музыки.
В поддержку альбома были выпущены синглы «Box Chevy V», «Till It’s Gone», «Whiskey in a Bottle», «American You» и «Best Friend» (при участии Эминема). Love Story получил в целом положительные отзывы от критиков, которые положительно оценили эмоциональную составляющую альбома и качество продюсирования, но некоторые негативно отозвались о его продолжительности. Альбом дебютировал на третьей строчке US Billboard 200 с продажами в 51 000 экземпляров за первую неделю.

## Предыстория
После выпуска в 2011 году своего дебютного альбома Radioactive, Yelawolf совместно с Лил Уэйном и Трэвисом Баркером отправляется в тур I Am Music. В 2012 году выходит совместный альбом Yelawolf и Эда Ширана The Slumdon Bridge, а также его пятый микстейп Heart of Dixie. В ноябре 2013 года, совместно с Трэвисом Баркером выпускает мини-альбом Psycho White. В том же году Yelawolf выпускает два микстейпа: Trunk Muzik Returns, продюсированием которого занимался WLPWR и Black Fall, который продюсирует DJ Paul, участник рэп-группы Three 6 Mafia.

## Выход и продвижение
В ноябре 2013 года было объявлено, что альбом Love Story будет выпущен в течение 2014 года, однако в дальнейшем дата релиза неоднократно сдвигается.
28 января 2014 года Yelawolf выпускает в качестве первого сингла из Love Story песню «Box Chevy V». 4 апреля выходит клип на эту песню. 16 сентября второй сингл с готовящегося альбома — «Till It’s Gone» — звучит во втором эпизоде седьмого сезона сериала «Сыны анархии». На следующий день он стал доступен в сети, а 14 октября на него вышел клип. 17 февраля 2015 года выходит третий сингл «Whiskey in a Bottle». 25 февраля 2015 года Yelawolf объявляет окончательную дату релиза — 21 апреля — и демонстрирует обложку грядущего альбома. 3 марта выходит клип на песню «Whiskey in a Bottle». 19 марта публикуется список композиций: в альбом войдут 18 песен, в том числе «Best Friend» при участии Эминема. 24 марта выходит четвёртый сингл «American You» и клип на него. 13 апреля выходит пятый сингл — совместная с Эминемом песня «Best Friend». 21 апреля альбом Love Story поступает в продажу.

## Критика
| Совокупная оценка | Совокупная оценка |
| Источник          | Оценка            |
| ----------------- | ----------------- |
| Metacritic        | 64/100            |
| Оценки критиков   |                   |
| Источник          | Оценка            |
| AllMusic          | [ 17 ]            |
| Complex           | [ 18 ]            |
| DJBooth           | [ 19 ]            |
| HipHopDX          | [ 20 ]            |
| Pitchfork         | 4.9/10            |
| RapReviews.com    | 6/10              |
| Rolling Stone     | [ 23 ]            |
| Spin              | 6/10              |
| XXL               | XL (4/5)          |

 Love Story  получил в целом положительные отзывы от критиков. Агрегатор рецензий Metacritic на основе 10 обзоров выставил альбому среднюю оценку в 64 балла из 100. The Boston Globe отметил значительный рост музыканта, по сравнению с дебютным альбомом Radioactive. Автор рецензии пишет об эмоциональной притягательности песен и о влиянии на музыканта кантри-музыки. Rolling Stone, поставил альбому три звезды из пяти. Рецензент отметил, что на этот раз на альбоме «меньше Эминема и больше Кид Рока», а также, что Yelawolf, несмотря на использование традиционной музыки, от идеи популяризовать своё творчество не отказался. Журнал Complex, оценив альбом на 3 звезды из 5, раскритиковал его за излишнюю, на его взгляд, продолжительность, указав, что последние песни уступают предшествующим по эмоциональности и напору. HipHopDX пишет о том, что Yelawolf удаётся успешно лавировать между различными направлениями в музыке в попытке найти общий язык как с поклонниками южной хип-хоп культуры, так и с далёкими от этого стиля людьми. Смесь традиционной гитарной фолк-музыки и элементов хип-хопа автор рецензии называет «своего рода музыкальной алхимией». По его словам, Yelawolf демонстрирует себя не только как MC, но и как певец. Автор рецензии для DJBooth пишет, что он впечатлён Love Story, отметив, что альбом может прийтись по вкусу поклоннику практически любого музыкального стиля .

## Коммерческий успех
В США Love Story дебютировал на третьей строчке чарта Billboard 200 с продажами в 51 000 экземпляров за первую неделю. Он стал первым альбомом Yelawolf дебютировавшим в первой десятке Billboard 200, его первым альбомом занявшим первое место в Top R&B/Hip Hop Albums и, в целом, самым успешным его релизом на тот момент. Во вторую неделю продажи составили 14 000 экземпляров и альбом опустился на пятнадцатую строчку.

## Список композиций
| №                   | Название                            | Длительность |
| ------------------- | ----------------------------------- | ------------ |
| 1.                  | «Outer Space»                       | 4:01         |
| 2.                  | «Change»                            | 3:12         |
| 3.                  | «American You»                      | 3:32         |
| 4.                  | «Whiskey In A Bottle»               | 4:08         |
| 5.                  | «Ball and Chain»                    | 1:35         |
| 6.                  | «Till It's Gone»                    | 4:37         |
| 7.                  | «Devil In My Veins»                 | 3:58         |
| 8.                  | «Best Friend» (при участии Эминема) | 5:14         |
| 9.                  | «Empty Bottles»                     | 4:17         |
| 10.                 | «Heartbreak»                        | 4:25         |
| 11.                 | «Tennessee Love»                    | 4:54         |
| 12.                 | «Box Chevy V» (Edited)              | 3:29         |
| 13.                 | «Love Story»                        | 4:13         |
| 14.                 | «Johnny Cash»                       | 4:45         |
| 15.                 | «Have A Great Flight»               | 5:03         |
| 16.                 | «Sky’s The Limit»                   | 4:28         |
| 17.                 | «Disappear»                         | 5:14         |
| 18.                 | «Fiddle Me This»                    | 3:45         |
| Общая длительность: | Общая длительность:                 | 74:48        |